# Liv Ullmann
Liv Johanne Ullmann (ur. 16 grudnia 1938 w Tokio) – norweska aktorka, reżyserka i scenarzystka. Jedna z muz szwedzkiego reżysera Ingmara Bergmana. Laureatka honorowego Oscara za całokształt twórczości.

## Życiorys
Będąc aktorką Królewskiego Teatru w Oslo, poznała szwedzkiego reżysera Ingmara Bergmana. Zagrała potem główne role w jego dziesięciu filmach. W 1966 urodziła się ich córka, norwesko-szwedzka dziennikarka Linn Ullmann. Ullmann grała również na scenach Nowego Jorku. Jest uznawana, obok Bibi Andersson, Harriet Andersson i Ingrid Thulin, za najwybitniejszą aktorkę w filmach Bergmana.
Była dwukrotnie nominowana do Oscara dla najlepszej aktorki pierwszoplanowej w filmach: Emigranci (1971) Jana Troella oraz Twarzą w twarz (1976) Ingmara Bergmana. W 1973 otrzymała Złoty Glob dla najlepszej aktorki w filmie dramatycznym za rolę w Emigrantach.
Zasiadała w jury konkursu głównego na 31. MFF w Cannes (1978). Przewodniczyła obradom tego gremium na 54. MFF w Cannes (2001).
W 2021 Liv Ullman otrzymała honorowego Oscara za całokształt twórczości, który został wręczony podczas ceremonii Governors Awards w Los Angeles, 25 marca 2022.

## Filmografia

### Aktorka
- Krnąbrne dziewczę (Ung flukt) (1959)
- Tonny (1962)
- Krótkie lato (Kort är sommaren) (1962)
- Persona (tytuł oryginalny) (1966) – reż. Ingmar Bergman
- Cocktail party (1967)
- Hańba (Skammen) (1968) – reż. Ingmar Bergman
- Godzina wilka (Vargtimmen) (1968) – reż. Ingmar Bergman
- Namiętność (En Passion) (1969) – reż. Ingmar Bergman
- The Night Visitor (1971)
- Emigranci (Utvandrarna) (1971)
- Szepty i krzyki (Viskningar och rop) (1972) – reż. Ingmar Bergman
- Osadnicy (Nybyggarna) (1972)
- Papież Joanna (Pope Joan) (1972)
- Czterdzieści karatów (40 Carats) (1973)
- Sceny z życia małżeńskiego (Scener ur ett äktenskap) (1973) – film kinowy oraz serial telewizyjny; reż. Ingmar Bergman
- Zagubiony horyzont (Lost Horizon) (1973)
- Narzeczona Zandy’ego (Zandy's Bride) (1974)
- Abdykacja (The Abdication) (1974)
- Lenora (Leonor) (1975) – reż. Juan Buñuel (syn Luisa Buñuela)
- Twarzą w twarz (Ansikte mot ansikte) (1976) – reż. Ingmar Bergman
- O jeden most za daleko (A Bridge Too Far) (1977)
- Jajo węża (The Serpent's Egg) (1977) – reż. Ingmar Bergman
- Jesienna sonata (Höstsonaten) (1978) – reż. Ingmar Bergman
- Gracze (Players) (1979)
- Rzeczy Ryszarda (Richard's Things) (1980)
- Jenny (1982)
- Dzika kaczka (The Wild Duck) (1983)
- Przekątna gońca (La Diagonale du fou) (1984)
- Chłopiec z zatoki (The Bay Boy) (1984)
- King Kongs Faust (1985)
- Miejmy nadzieję, że to będzie córka (Speriamo che sia femmina) (1985)
- Żegnaj Moskwo (Mosca addio) (1987)
- Gaby. Historia prawdziwa (Gaby: A True Story) (1987)
- Przyjaciółka (La Amiga) (1988)
- Różany ogród (The Rose Garden) (1989)
- Mindwalk (Mindwalk) (1990)
- Oxen (1991)
- Sadako and the Thousand Paper Cranes (1991)
- The Long Shadow (1992)
- Gra snów (Dromspel) (1994)
- Zorn (1994)
- I Am Curious (1995)
- Lumiere i spółka (Lumiere et compagnie) (1996)
- Muraren (2002)
- Sarabanda (Saraband) (2003) – reż. Ingmar Bergman
- I et speil, i en gåte (2008)

### Reżyserka
- Sofie (1992)
- Krystyna, córka Lavransa (1995)
- Enskilda samtal (1996)[4]
- Wiarołomni (2000)
- Miss Julie (2014)

## Ordery i odznaczenia
- 2005: Gwiazda Komandora Orderu Świętego Olafa
- 2006: Doktor honoris causa Norweskiego Uniwersytetu Naukowo-Technicznego (w Trondheim)